# Павлинчук, Андрей Степанович
Андрей Степанович Павлинчук (16 июля 1914, Житомирская область — 20 марта 2001) — наводчик станкового пулемёта 158-го гвардейского стрелкового полка, гвардии сержант — на момент представления к награждению орденом Славы 1-й степени.

## Биография
Родился 3 июля 1914 года в селе Маркова Волица Попельнянского района Житомирской области. Украинец. Окончил 4 класса. Трудился в колхозе.
В Красной Армии с 1936 по 1938 годы и с 1942 года. В ноябре 1943 года направлен на фронт миномётчиком 158-го гвардейского стрелкового полка 51-й гвардейской стрелковой дивизии. В составе 6-й гвардейской армии 2-го и 1-го Прибалтийских фронтов участвовал в ликвидации невельской и витебской группировок противника, в Шяуляйской наступательной операции. За освобождение Полоцка награждён медалью «За боевые заслуги», за бои в Литве — медалью «За отвагу». Позже был переведён в состав пулемётного расчёта.
6 октября 1944 года при прорыве обороны противника на мемельском направлении у населённого пункта Тришкяй наводчик станкового пулемёта гвардии младший сержант Павлинчук точным огнём поразил вражескую огневую точку и уничтожил девять противников.
Приказом командира 51-й гвардейской стрелковой дивизии от 22 октября 1944 года за мужество, проявленное в боях с врагом, гвардии младший сержант Павлинчук награждён орденом Славы 3-й степени.
В дальнейшем он участвовал в боях по уничтожению курляндской группировки противника.
23 ноября 1944 года в бою северо-восточнее города Приекуле в числе первых ворвался во вражеское расположение, из пулемёта истребил около 15 солдат и офицеров противника, чем содействовал выполнению боевой задачи роты.
Приказом по 6-й гвардейской армии от 13 января 1945 года гвардии младший сержант Павлинчук награждён орденом Славы 2-й степени.
2 февраля 1945 года гвардии сержант Павлинчук с расчётом, при прорыве сильно укрепленных позиций в 7 километрах северо-восточнее города Приекуле, выдвинулся к переднему краю обороны противника. Из пулемёта подавил четыре огневые точки и сразил 25 немецких солдат. В числе первых ворвался в траншею и захватил в плен троих противников.
Указом Президиума Верховного Совета СССР от 29 июня 1945 года за мужество, отвагу и героизм, проявленные в борьбе с захватчиками, гвардии сержант Павлинчук Андрей Степанович награждён орденом Славы 1-й степени.
В декабре 1945 года демобилизован. Вернулся в родное село. Работал в колхозе, заведующим сельским клубом.
Награждён орденами Отечественной войны 1-й степени, Славы 1-й, 2-й и 3-й степени, медалями.
Умер 20 марта 2001 года.